# Spring Hollow Township (Missouri)
Spring Hollow Township est un ancien township, situé dans le comté de Laclede, dans le Missouri, aux États-Unis,.
Le township est fondé en 1874 et baptisé en référence au cours d'eau Spring Hollow Creek (en).

### Source de la traduction
- (en) Cet article est partiellement ou en totalité issu de l’article de Wikipédia en anglais intitulé « Spring Hollow Township, Laclede County, Missouri » (voir la liste des auteurs).